# کارمن سویا
کارمن سویا (انگلیسی: Carmen Sevilla؛ زادهٔ ۱۶ اکتبر ۱۹۳۰ – درگذشتهٔ ۲۷ ژوئن ۲۰۲۳) یک هنرپیشه، خواننده و مجری تلویزیون اهل اسپانیا بود. از فیلم‌ها یا برنامه‌های تلویزیونی که وی در آنها نقش داشته‌است می‌توان به آشوب‌گر، شاه شاهان و آنتونیوس و کلئوپاترا اشاره کرد.
او در زمان مرگ یکی از آخرین افراد بازمانده از دوران طلایی سینمای مکزیک و سینمای کلاسیک هالیوود بود.

## زندگی شخصی و مرگ
در سال ۲۰۱۲ اعلام شد که او که از ۳ سال پیش ابتلایش به بیماری آلزایمر مشخص شده بود در «مرحلهٔ بسیار پیشرفتهٔ» ابتلا به این بیماری قرار دارد. طبق گزارش‌های منتشرشده در سال ۲۰۱۵، او در آن سال دیگر قادر به شناسایی خانهٔ خود نبود. او در همان سال برای ادامهٔ زندگی به یک خانهٔ سالمندان در آراواکا، مادرید اعزام شد. پسر او در سال ۲۰۲۲ اعلام کرد که بیماری آلزایمر مادر او به چنان مرحلهٔ پیشرفته‌ای رسیده‌است که دیگر قادر به شناسایی فرزندش نیست و دوران فعالیت هنری خود را نیز به‌یاد نمی‌آورد.
در ۲۶ ژوئن ۲۰۲۳ گزارش شد که کارمن سویا با شرایط وخیم در بیمارستان پورتو د هیرو در مادرید بستری شده‌است. او پس از یک روز در سن ۹۲ سالگی و به‌دلیل عوارض بیماری آلزایمر درگذشت.